# مقدونیه باستان
مقدونیه (یونانی باستان: Μακεδονία) یا مقدونیه باستان سرزمینی در شمال شبه جزیره یونان در بالکان متشکل از دو بخش مقدونیه بالا و مقدونیه پایین و به پایتختی پلا بود. مردمان این سرزمین را بیشتر دامداران تشکیل می‌دادند. نژاد آن‌ها غیر یونانی و ترکیبی از نژاد تراکی و مدیترانه و زبانشان نزدیک به زبان یونانی بود که از زمان اسکندر مقدونی کاملاً با زبان یونانی (آتیکی) یکی شد.
در سده ششم و پنجم پیش از میلاد، مقدونیه پادشاهی مستقل خود را داشت که بر خلاف آتن و اسپارت در یونان، هم‌پیمان هخامنشیان بود. این اتحاد به اندازه‌ای بود که اسکندر، پادشاه مقدونیه در آن زمان، نقش سفیر ایران را در یونان ایفا می‌کرد. در سده چهارم پیش از میلاد مسیح، فیلیپ مقدونی سرزمین مقدونیه در شمال یونان را به زیر سلطه گرفت و با تأسیس یک ارتش نیرومند با سپاهیان فالانژ و آوردن فیلسوفان بزرگی چون ارسطو به آنجا، برای کشور خود به پایتختی پلا آوازه‌ای فراهم کرد. با اینحال اقدامات به موقع شاهنشاه هخامنشی، اردشیر سوم، مانع از توسعه‌طلبی او شد. با مرگ شاهنشاه ایران، فیلیپ به دولت‌شهرهای یونانی یورش برده و برخی از آنان را مجبور به اطاعت از خود کرد. او از ضعف سیاسی ایران پس از اردشیر سوم بهره‌برداری کرده و تلاش کرد با شعار آزادسازی شهرهای یونانی از یوغ ایرانیان، پشتیبانی یونانیان را به دست آورد؛ که در همین زمان در یک مراسم جشن در یونان (احتمالاً با توطئه همسرش المپیا و پسرش اسکندر) به طرز مرموزی کشته شد. پس از او پسرش اسکندر مقدونی، کارهای ناتمام پدر را تکمیل کرده و چیرگی مقدونیان بر همه یونان اروپایی را محقق کرد. برخی دولت‌شهرهای یونانی از ترس به مقدونیان پیوستند و بسیاری جنگیده و شکست خوردند؛ مثلاً شهر تبای پس از شکست از اسکندر، به‌طور کامل به اسارت و بردگی گرفته شد؛ و آنگاه اسکندر در ۳۳۶ پیش از میلاد به داریوش سوم، واپسین شاهنشاه هخامنشیان، اعلام جنگ کرد. او پس از شش سال جنگ، موفق به فتح امپراتوری ایران شد. با درگذشت او در ۳۲۲ پ. م و پس از جنگ‌های دیادوخوی، قلمرو جهانی‌اش میان سه سردار او تقسیم شد. در این زمان مقدونیه به زیر کنترل آنتیگونس رفت. پس از چندی دولت‌شهرهای یونانی بر مقدونیان شوریده و یک به یک مستقل شدند.
در میانه سده دوم پیش از میلاد، رمی‌ها با حمله به مقدونیه و شکست دادن آندریسکوس مقدونی، این کشور را به همراه دیگر دولت‌شهرهای یونانی، به زیر پرچم خود کشیدند. احیای کوتاه مدت سلطنت در طول جنگ چهارم مقدونیه در ۱۵۰-۱۴۸ پیش از میلاد با تأسیس استان رومی مقدونیه پایان یافت. از آن زمان برای حدود شش سده، این سرزمین در دست رمی‌ها بود تا اینکه در سده پنجم میلادی با تجزیه شدن امپراتوری روم، مقدونیه به یکی از بخش‌های امپراتوری بیزانس به پایتختی کنستانتینوپول تبدیل شد.
مقدونیه سرزمینی کوهستانی در شمال شبه‌جزیره یونان است. مردمان آن با اینکه از نظر نژادی یونانی به‌شمار نمی‌آمدند، ولی زیر تأثیر همسایه خود، از زبان و فرهنگ و دین یونانی بهره می‌گرفتند. از زمان داریوش بزرگ که برخورد میان هخامنشیان و دولت‌شهرهای یونانی آغاز شد، مقدونیه همواره هم‌پیمان ایران و دشمن آتن بود و در هیچ‌کدام از جنگ‌های موسوم به پارسی، شرکت نکرد. به گونه‌ای که تمیستوکِلِس پس از برکناری، از آتن به مقدونیه گریخت. در دوران اردشیر یکم و سپس داریوش دوم که جنگ پلوپونزی میان اتحادیه دلوس به رهبری آتن و اتحادیه لاکدمونی به رهبری اسپارت آغاز شد و حدود ۳۰ سال به درازا انجامید، مقدونیه هم‌پیمان اسپارت و نزدیک به ایران بود، بنابراین در یک جمله، در همه سده پنجم پ. م که آتن و ایران به دشمنی با هم می‌پرداختند، مقدونیه همسوی ایران بود. در دوران پادشاهی اردشیر دوم، مقدونیه کشوری بی‌خطر بود و زمانی که سرانجام پیمان سرشناس به صلح آنتالکیداس (صلح شاهانه) برپا شد، مقدونیه نیز از دوستان ایران بود. این کشور وارون آتن دموکراتیک و اسپارت اولیگارشی، سیستم پادشاهی داشت. همزمان با روی کار آمدن اردشیر سوم، در مقدونیه، پادشاهی به نام فیلیپ دوم مقدونی بر سر کار آمد که انقلابی در زمینه نظامی انجام داد و توانست برای نخستین بار ارتشی منظم و قدرتمند در مقدونیه برپا کند.
او سپس به سرزمین‌های شمالی و شرقی خود یورش برده و آن‌ها را به زیر کنترل خود گرفت. از ۳۵۹ تا ۳۴۶ پ. م، او ۱۳ سال را به جنگ برای سرکوبی آزادی دولت‌شهرهای یونان پرداخت تا توانست کنترل اتحادیه آمفیکتون را به دست بگیرد. آتن و اسپارت سال‌ها بود که توان جنگی خود را از دست داده بودند. همین باعث شد تا به اردشیر سوم پیغام دادند که حاضر به تمدید قرارداد صلح آنتالکیداس اردشیر دوم هستند تا شاهنشاه نوین به آنان کمک کند. در این زمان اردشیر سوم سخت درگیر سرکوب شورش‌های رخ داده در فینیقیه و بازپس‌گیری مصر بود. پیروزی‌های پرشتاب و رفتارهای تلافی‌جویانه شاهنشاه هخامنشی در این کشورها، فیلیپ را به شدت ترساند. پس او با شتاب هیئتی با هدایای فراوان به سرپرستی ساتراپ ایرانی تبعیدی فریگیه هلسپونت یعنی آرتاباز دوم به شوش فرستاد. کارهای فیلیپ در اینجا پایان نیافت و یک یونانی به نام هرمیاس که خواستار تشکیل یک پادشاهی فراگیر در همه سرزمین‌های یونانی‌نشین به رهبری فیلیپ شده بود را به چهارمیخ کشید و خبر آن را در همه جا پخش کرد تا هیچ‌کس نگران مقدونیه نشود. یونانی دیگری که چنین اندیشه‌ای در سر داشت ارسطو فیلسوف سرشناس آتنی بود. او شاگرد افلاطون بوده و با مرگ افلاطون که همزمان با پایان آزادی یونان، ارسطو بزرگترین فیلسوف به‌شمار می‌آمد. فیلیپ، ارسطو را به مقدونیه آورد تا هم به مردم بیسواد و کم‌تمدن مقدونیه که به اقرار خود اسکندر جز پرورش گوسفند کاری بلد نبودند دانش بیاموزد و هم روحیه ناسیونالیستی آنان را بالا ببرد. اعدام هرمیاس باعث ترس ارسطو گردید. پس او فرار را بر قرار ترجیح داده و به آتن بازگشت.
در آذرماه سال ۳۳۸ پ. م و بیستمین سال از پادشاهی اردشیر سوم، وزیر دربار باگواس، شاه را با سم از میان برد. دلیل این کار چندان روشن نیست. شاید او مقام خود را در خطر می‌دید یا او به آرزوی همه بزرگان پارسی برای کنار رفتن شاهی خونریز و سختگیر به نام اردشیر سوم جامه عمل پوشاند. پس از درگذشت شاه، مخالفان او برای انتقام از خون‌هایی که ریخته بود، همه فرزندان او را کشتند. نخست ارشک خردسال را با عنوان اردشیر چهارم به جای پدر گذاردند ولی او نیز به زودی کشته شد. دو سال جنگ و خون‌ریزی تاسف‌بار که همه آبرو و اعتبار شاهی را از میان برد باعث شد تا هیچ فرزندی از اردشیر سوم، برجای نماند. با کشته شدن ارشک پسر اردشیر سوم امکان به تخت نشستن فردی از تبار اردشیر دوم یا اردشیر سوم وجود نداشت. چنان قحطی رخ داده بود که بزرگان پارس ناچار یک بازمانده خاندان هخامنشی از نسل داریوش دوم به نام ارتشته یا کودمان که در ارمنستان فرمان می‌راند را به پارس آورده و با عنوان داریوش سوم بر سرش دیهیم شاهی نهادند.

## ریشه نام
«Mac» یا «مک» به معنی فرزند در زبان‌های هندواروپایی است و «don» به معنی آب است و Macedonia به معنی «فرزندان آب‌ها» است.